# Henryk Wojcikiewicz
Henryk Wojcikiewicz (ur. 12 stycznia 1926 w Ujściu, zm. 15 października 2000 w Szczecinie) – polski chemik, profesor nauk chemicznych w zakresie technologii chemicznej, technologii polimerów i włókien chemicznych, nauczyciel akademicki

## Życiorys

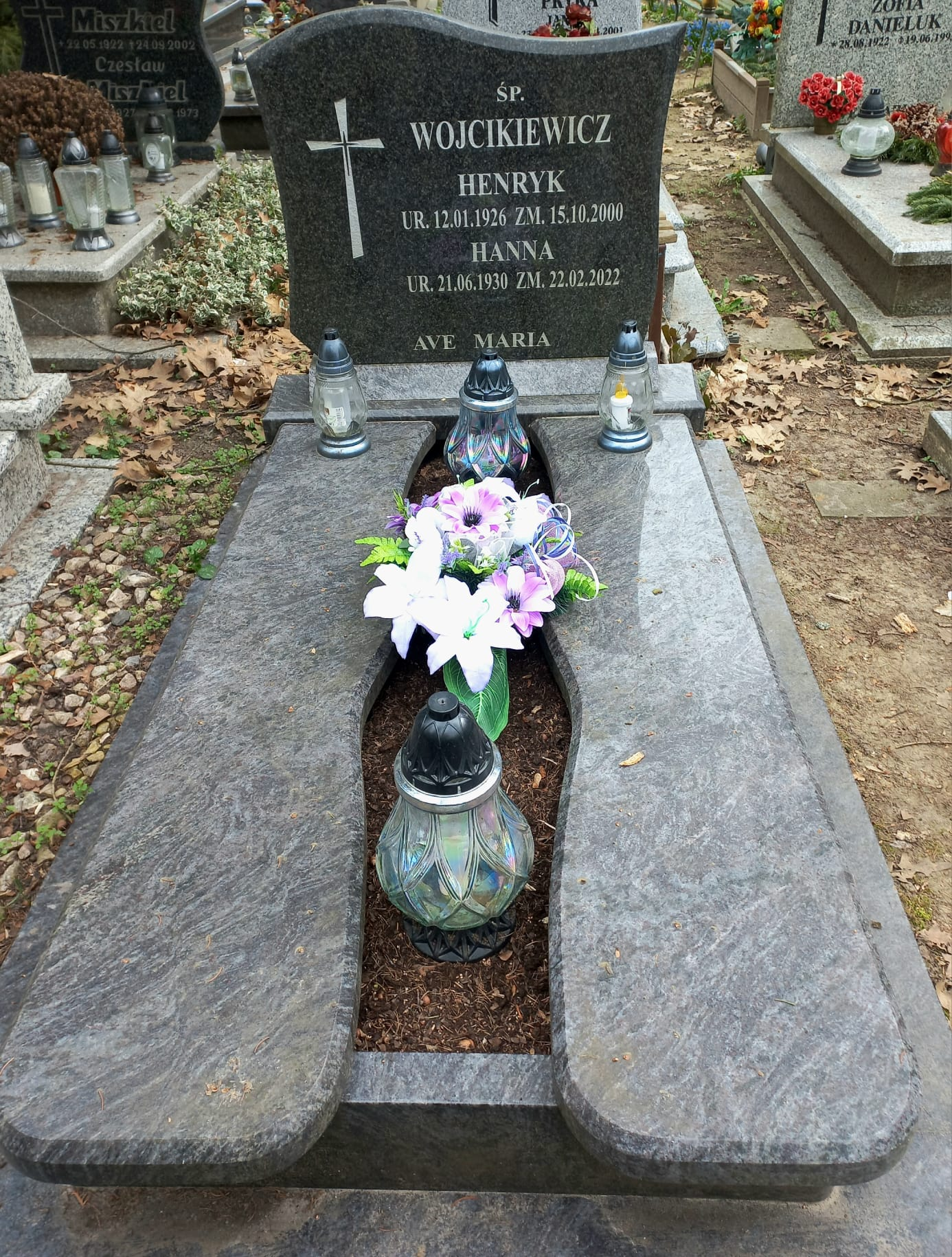
Nagrobek Henryka Wojcikiewicza na Cmentarzu Centralnym w Szczecinie

Henryk Wojcikiewicz zdał maturę w Liceum Ogólnokształcącym w Chodzieży w 1948. W tym samym roku rozpoczął studia na Wydziale Chemicznym Szkoły Inżynierskiej w Szczecinie. Już podczas studiów pracował w Katedrze Matematyki macierzystego wydziału. Po ukończeniu studiów inżynierskich w 1952 został zatrudniony jako asystent w Katedrze Włókien Sztucznych SI w Szczecinie. Studia magisterskie ukończył na Wydziale Chemicznym Politechniki Wrocławskiej w 1955. W 1959 rozpoczął realizację pracy doktorskiej na temat membran półprzepuszczalnych, prowadząc badania na niemieckim Uniwersytecie w Halle. W 1964 obronił pracę doktorską na Wydziale Chemicznym Politechniki Szczecińskiej, stając się jednym 10 pierwszych doktorów na Wydziale. W 1968 został docentem. W latach 1969-1970 był kierownikiem Katedry Polimerów, od 1971 – kierownikiem Zakładu Włókien Chemicznych. W 1983 otrzymał tytuł naukowy profesora nadzwyczajnego, a w 1992 – profesora zwyczajnego. Był zastępcą Dyrektora Instytutu Technologii Chemicznej (1973-1981), a następnie Dyrektorem Instytutu Technologii Chemicznej Politechniki Szczecińskiej (1981-1991). Na emeryturę przeszedł w 1996.
Henryk Wojcikiewicz został pochowany 18 października 2000 na Cmentarzu Centralnym w Szczecinie (kw. 51C/17/12). Pozostawił żonę Hannę.

## Praca naukowo-wdrożeniowa i dydaktyczna
Henryk Wojcikiewicz prowadził badania naukowe z zakresu syntezy, struktury, właściwości i zastosowań polimerów, zwłaszcza włóknotwórczych i nowoczesnych elastomerów. Na początku lat 80. XX w. wraz ze swoim zespołem prowadził prace wdrożeniowe dotyczące zastosowania elastomerów i włókien poliuretanowych, zakończone budową Oddziału w Zakładach Włókien Chemicznych „Celwiskoza” w Jeleniej Górze. Ponadto opracował i wdrożył technologię wytwarzania włókien polipropylenowych, termoplastycznego kopoliestroeteru i modyfikowanych politereftalanów. Efektem współpracy z zakładami produkcyjnymi są m.in. tworzywa jak ELITEL produkowane w Zakładach Włókien Chemicznych „Elana” w Toruniu, powłoki do węży pożarniczych oraz tworzywa JELDUR wytwarzane w Zakładach „Jelchem” w Jeleniej Górze.
Henryk Wojcikiewicz był członkiem Komitetu Nauk Chemicznych PAN, Polskiego Towarzystwa Chemicznego, Rady Programowej czasopisma „Polimery” i „Włókna Sztuczne”. Aktywnie uczestniczył w pracach Szczecińskiego Towarzystwa Naukowego, którego był członkiem nadzwyczajnym w latach 1971-1979, a od 1980 – członkiem zwyczajnym.
Profesor Wojcikiewicz opublikował ponad 50 oryginalnych prac naukowych, ponadto jest współautorem podręczników i skryptów oraz 38 patentów. Wypromował 15 doktorów nauk technicznych, 80 magistrów inżynierów i 30 inżynierów.

## Wybrane publikacje
- Włókna syntetyczne. WNT Warszawa 1969, 423 ss. (wsp. Tadeusz Rosner)
- Synteza, właściwości i zastosowanie poliamidobenzohydratów. „Polimery” 1978, 23, 1 (wsp. Krzysztof Karakulski)
- Otrzymywanie termoplastycznych elastomerów kopoli(estroeterowych). „Polimery - tworzywa wielkocząsteczkowe” 1978, s.48- 51 (wsp. Ryszard Ukielski)
- Synteza i własności elastomerów kopoliestrowoeterowych różniących sie budową fizyczną i chemiczną. „Polimery - tworzywa wielkocząsteczkowe” 1983, s.224- 226 (wsp. Ryszard Ukielski)
- Synteza poliamidobenzhydrazydów (PABH) metodą polikondensacji roztworowej w niskiej temperaturze Cz. I. Wpływ warunków syntezy na masę cząsteczkową polimerów. „Polimery” 1984, 29, 6, s.226-230 (wsp. Krzysztof Karakulski)[12]
- Synteza poliamidobenzhydrazydów (PABH) metodq polikondensacji roztworowej w niskiej temperaturze. Cz. II. Badanie własności poliamidobeznhydrazydów. „Polimery” 1984, 29, 7, s. 260-264 (wsp. Krzysztof Karakulski)[13]
- Termoplastyczne  elastomery  estrowo-eterowo-siliksanowe. „Prace Nauk. Polit. Szczec.” 1991, 443, s.17-51 (wsp. Z. Rosłaniec, S. Pękala)

## Wybrane patenty
- Sposób wytwarzania kopoliestroeterów. Patent nr 143 624[14] (wsp. Zbigniew Rosłaniec, Janusz Kyzioł, Marek Sudoł)
- Sposób wytwarzania węży pożarniczych. Patent nr 160147[15]. „Wiad. Urzędu Patent.” 1993, 2, s.109[16] (wsp. Zbigniew Rosłaniec, Bogdan Gil)
- Sposób wytwarzania termoplastycznego elastomeru blokowego, zwłaszcza na powłoki przewodów elektrycznych. Patent nr 160148[17]. „Wiad. Urzędu Patent.” 1993, 2, s.109[16] (wsp. Zbigniew Rosłaniec, Jerzy Słonecki)
- Sposób wytwarzania wkładek amortyzujących z elastomerów estro-eterowych. Patent nr 161024[18]. „Wiad. Urzędu Patent.” 1993, 5, s.393[19] (wsp. Zbigniew Rosłaniec, Roman Nowak)
- Sposób wytwarzania termoplastycznych politereftalanów lub blokowych kopolitereftalanów. Patent nr 162487[20]. „Wiad. Urzędu Patent.” 1993, 12, 1121[21] (wsp. Ryszard Ukielski, Jerzy Słonecki, Zdzisław Maćków)
- Sposób wytwarzania folii zwłaszcza do węży pożarniczych. Patent nr 164764[22]. „Wiad. Urzędu Patent.” 1994, 10, s.1016[23] (wsp. Zbigniew Rosłaniec, Bogdan Gil, Józef Żemczak)

## Odznaczenia i nagrody
- Krzyż Kawalerski Orderu Odrodzenia Polski (1975)[24]
- Nagroda zespołowa Ministra Edukacji Narodowej za opracowaną i wdrożoną technologię otrzymywania tworzywa JELDUR (1991)[10]